# Matfrid d'Orléans
Matfrid (ou 'Matfried' ou Mainfroi), comte d'Orléans († 836 en Italie), est un aristocrate franc, figure importante du règne de l'empereur Louis le Pieux.

## Carrière
Matfrid d'Orléans est mentionné pour la première fois dans un diplôme de Louis le Pieux daté du 23 mars 815, et jouait déjà alors un rôle important à la cour. On le voit dans plusieurs diplômes des années suivantes jouer ce même rôle de proche conseiller de l'empereur, introducteur de requêtes auprès de lui, intervenant dans l'expédition des diplômes eux-mêmes. Il était comte d'Orléans avant l'été 818, puisqu'il prépara alors la villa de Vitry-aux-Loges pour recevoir l'empereur en route pour sa première expédition en Bretagne ; il l'était déjà très probablement le printemps précédent, quand Théodulf, évêque de la cité, fut arrêté et emprisonné. Un diplôme impérial nous apprend qu'il détenait « in regimine » le monastère Saint-Liphard de Meung-sur-Loire. Il remplit aussi la fonction de missus dominicus.
On ignore s'il accompagna l'empereur dans l'expédition bretonne de 818, mais en tout cas il fit partie de la seconde à l'automne 824 : il dirigea une des trois armées franques (officiellement confiée au prince Louis, tout jeune alors). En juin 826, le roi danois Harald Klak se rendit à Ingelheim auprès de Louis le Pieux et y reçut le baptême ; c'est le comte Matfrid que l'empereur chargea d'aller à sa rencontre et de l'accueillir quand il débarqua à Mayence ; dans le cortège impérial se rendant à la messe après l'accomplissement du rite baptismal, on voit d'abord Louis le Pieux flanqué d'Hilduin de Saint-Denis et d'Hélisachar, puis Lothaire avec le roi danois, puis l'impératrice Judith escortée par les comtes Matfrid d'Orléans et Hugues de Tours (ce dernier beau-père de Lothaire).
En 826, le Goth Aizon souleva la marche d'Espagne contre les Francs et s'allia aux musulmans. En mai 827, l'émir de Cordoue envoya une armée qui assiégea Barcelone défendue par Bernard de Septimanie. L'empereur dépêcha alors une armée de renfort commandée par Pépin d'Aquitaine et par les comtes d'Orléans et de Tours ; cette armée arriva trop tard pour éviter le pillage de l'arrière-pays. Les deux comtes furent alors mis en accusation, et lors d'un plaid tenu à Aix-la-Chapelle en février 828, ils furent condamnés pour désertion et privés de leurs honores ; Matfrid aurait même été condamné à mort, puis gracié par l'empereur. Il fut remplacé comme comte d'Orléans par Eudes.
Cette chute est sans doute liée à la tension qui était montée au palais depuis la naissance du prince Charles, fils de l'impératrice Judith (juin 823). Voici ce qu'en écrit Nithard : 
« Charles une fois né, Louis, ayant divisé tout son empire entre ses autres fils, se demandait ce qu'il ferait pour celui-là. Tourmenté à ce sujet, il implorait ses fils pour cet enfant. Enfin, Lothaire consentit et accepta sous serment que son père donnât à Charles la portion d'empire qui lui plairait, s'engageant sur l'honneur à être dans l'avenir son tuteur et défenseur contre tous ses ennemis. Mais à l'instigation de Hugues, dont il avait épousé la fille, de Matfrid et de quelques autres, Lothaire se repentit ensuite de l'engagement qu'il avait pris et chercha comment il pourrait le faire annuler. Ce changement d'attitude n'échappa pas aux parents de Charles ; et Lothaire s'efforça désormais, tout en se dissimulant, de ruiner par ses manœuvres occultes ce que son père avait décidé. C'est pourquoi Louis prit comme appui un certain Bernard, comte de Septimanie, qu'il créa chambrier, lui confia Charles et lui donna le second rang dans l'empire, juste après le sien. »
Au printemps 830 éclata la révolte de Lothaire et de Pépin d'Aquitaine contre leur père. Hugues et Matfrid étaient parmi les principaux artisans de cette révolte, marchant contre l'empereur avec Pépin à partir de l'Aquitaine. Les insurgés, passant par Orléans, déposèrent le comte Eudes et rétablirent Matfrid. Lothaire, arrivé d'Italie, prit le pouvoir lors d'une assemblée à Compiègne, et Louis le Pieux fut retenu pendant l'été à Laon. Les rebelles parurent un temps triompher, mais la situation se retourna : lors d'une assemblée tenue à Nimègue en octobre, Louis le Pieux parvint à reprendre le pouvoir ; il se réconcilia formellement avec ses fils, mais les autres artisans de la révolte furent arrêtés et jugés lors d'un plaid à Aix-la-Chapelle début 831. Matfrid fut condamné à mort une nouvelle fois, gracié une nouvelle fois par l'empereur, et autorisé même à conserver ses biens héréditaires.
En mars 832, Louis le Germanique se révolta à son tour contre son père : Matfrid participa à cette nouvelle sédition. Il semble qu'il ait été alors libéré par les révoltés d'un lieu où il était détenu. En juin 833, Louis le Pieux fut vaincu par ses trois fils aînés et déposé ; on ignore quel rôle joua Matfrid dans cet événement, mais ensuite il apparaît auprès de Lothaire momentanément triomphant, se disputant le premier rang dans son gouvernement avec Hugues et Lambert. Début 834, la situation changea complètement, Louis le Germanique et Pépin d'Aquitaine se retournant contre leur frère aîné. Matfrid et ses compagnons tentèrent alors de se maintenir dans l'Ouest, près de la Bretagne. Lothaire les rejoignit du côté de Laval pendant l'été, tandis que son père rassemblait ses troupes à Langres. 
Finalement les négociations s'engagèrent à Chouzy, près de Blois, en septembre. Lothaire fit sa soumission à son père. Ensuite il se retira en Italie avec tous ses fidèles, notamment Hugues, Matfrid et Lambert. Matfrid y reçut probablement un territoire en Valteline. Il mourut à l'automne 836 d'une épidémie qui décima la noblesse franque installée en Italie avec Lothaire (Hugues et Lambert en furent également victimes).
Le De institutione laicali, qui est le plus long texte conservé de l'évêque Jonas d'Orléans, a été écrit pour Matfrid ; ce sont des instructions pour un chrétien laïc et marié, entre autres responsable politique. L'archevêque Agobard de Lyon lui adresse aussi sa lettre n° 10.

## Descendance
Matfrid eut deux enfants connus : 
- un fils homonyme, Matfried comte d'Eifel (v. 820-ap. 18 septembre 882), qui serait le père ou l'oncle de l'épouse d'Adalhard, comte de Metz († 890), fils d’Adalard le Sénéchal et arrière-petit-fils du comte Gérard Ier de Paris[19].
- une fille, Engeltrude, qui épousa en Italie le comte Boson, fils de Boson l'Ancien et frère de la reine Teutberge, et qui défraya la chronique à partir de 858 environ par un adultère retentissant, et une fuite du domicile conjugal avec son amant Wanger, qui lui valut une excommunication.

Matfrid était visiblement très lié à Hugues de Tours, dont la fille Ermengarde épouse Lothaire Ier : ils sont très souvent cités ensemble (Hugues d'abord, Matfrid ensuite) dans les documents de l'époque. Sachant qu'Engeltrude, fille de Matfrid, était selon Hincmar de Reims une parente du roi Lothaire II, on suppose qu'Ava, la femme d'Hugues était la sœur de Matfrid. Boson, le mari d'Engeltrude était aussi le frère de Teutberge, épouse de Lothaire II.